# Pierre Pucheu

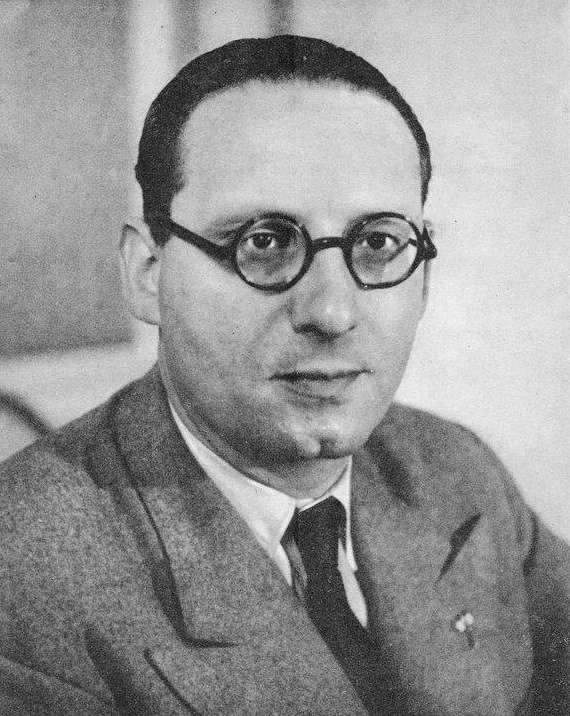
Pierre Pucheu

Pierre Firmin Pucheu (Beaumont-sur-Oise, 27 juni 1899 – Algiers, 20 maart 1944) was een Franse industrieel, fascist en minister in de Vichy-regering.
Pucheu was zoon van een kleermaker uit Zuidwest-Frankrijk. Hij won een studiebeurs voor de École Normale Supérieure in Parijs waar hij een tijdgenoot was van zowel Robert Brasillach als Jean-Paul Sartre. Na zijn studie maakte Pucheu carrière in de industrie. 
In 1934 werd hij lid van de Croix-de-feu van kolonel de La Rocque, vervolgens werd hij in 1936 lid van de Parti populaire français (PPF) van Jacques Doriot. Hij verliet in 1937 de PPF en werd medewerker bij de Banque Worms. 
Op 9 februari 1941 werd hij minister van Industriële Productie en op 18 juli 1941 werd hij benoemd tot minister van Binnenlandse Zaken. In deze laatste functie werd hij bekend om zijn hardhandige aanpak, met name de persoonlijke selectie van 89 gijzelaars in oktober 1941 als represaille voor de dood van Duitse officieren. Hij richtte in 1941 de Police aux Questions Juives op en werd er zelf het hoofd van.  Hij was ook verantwoordelijk voor de oprichting van de anti-communistische politie, de SPAC, de anti-Vrijmetselaars Service voor geheime genootschappen en de Amicales de France, die als propaganda-arm van Vichy diende.
Toen kwam de plotselinge omkeer. Na de geallieerde landingen in Noord-Afrika op 8 november 1942, bracht hij de nacht van 11 op 12 november 1942 door in Spanje. Hij wacht enkele maanden voordat hij ontvangen werd door generaal Henri Giraud. Hij kwam uiteindelijk op 6 mei 1943 aan in Casablanca.
Op 13 februari 1943 was Pucheu in Madrid voor een veilig gesprek met generaal Giraud en de verzekering dat hij zou kunnen dienen in Tunesië met zijn rang van reserve-kapitein, maar op advies van Maurice Couve de Murville werd Pucheu op 12 mei 1943 gearresteerd.
Pucheu werd op 4 maart 1944 door een militaire rechtbank in Algiers ter dood veroordeeld. Zijn verzoek om gratie werd door generaal De Gaulle afgewezen. Hij werd geëxecuteerd bij dageraad op 20 maart 1944.